# Francis Vermeiren
Francis Victor Hyppolyte Vermeiren (Zaventem, 11 oktober 1936) is een Belgisch voormalig politicus voor de PVV en diens opvolgers VLD en Open Vld.

## Levensloop

### Politieke carrière
Vermeiren behaalde getuigschriften in boekhouding en het verzekeringswezen en werd beroepshalve verzekeringsinspecteur en zaakvoerder van een fiscaal accountantskantoor en adviesbureau.
In oktober 1976 werd hij voor de liberale PVV verkozen tot gemeenteraadslid van Zaventem. Van 1977 tot 1982 was hij er schepen en nadien was hij van 1983 tot aan zijn afscheid van de lokale politiek op 30 juni 2016 burgemeester. In 1977 werd hij eveneens verkozen tot provincieraadslid van provincie Brabant, wat hij bleef tot in 1981.
In november 1981 werd hij verkozen in de Senaat als rechtstreeks gekozen senator voor het arrondissement Brussel, wat hij bleef tot in oktober 1985. Van oktober 1985 tot november 1991 was hij vervolgens voor hetzelfde arrondissement lid van de Kamer van volksvertegenwoordigers. Daarna ging Vermeiren terug naar de Senaat, waar hij tot in mei 1995 opnieuw zetelde als rechtstreeks gekozen senator. Als federaal parlementslid legde hij zich toe op het beleid rond landsverdediging, bedrijfsleven en infrastructuur.
In de periode december 1981-mei 1995 had Vermeiren als gevolg van het toen bestaande dubbelmandaat ook zitting in de Vlaamse Raad. Hier werd hij actief in de commissies Financiën en Begroting (1982-1992), Binnenlandse Aangelegenheden en Taaldecreetgeving (1983-1992), Buitenlands Beleid (1983-1985), Huisvesting, Ruimtelijke Ordening en Inrichting (1992-1995) en de werkgroep (later adviescomité) Brussel (1986-1991) en het advies- en overlegcomité Brussel en Vlaams-Brabant (1992-1995). Van juli 1994 tot mei 1995 maakte hij als tweede ondervoorzitter deel uit van het Bureau (dagelijks bestuur) van de Vlaamse Raad. 
Bij de eerste rechtstreekse verkiezingen voor het Vlaams Parlement van 21 mei 1995 werd hij verkozen in de kieskring Halle-Vilvoorde. Hij was opnieuw tweede ondervoorzitter van mei 1995 tot juni 1999 en nam zitting in de commissies Staatshervorming en Algemene Zaken en Binnenlandse Aangelegenheden, Stadsvernieuwing en Huisvesting en het advies- en overlegcomité Brussel en Vlaams-Brabant. Ook na de Vlaamse verkiezingen van 13 juni 1999 bleef Vermeiren Vlaams Parlementslid. Van juli 1999 tot juni 2004 zat hij er de VLD-fractie voor en combineerde dit met het lidmaatschap van de commissies  Institutionele en Bestuurlijke Hervorming en Ambtenarenzaken, Binnenlandse Aangelegenheden, Huisvesting en Stedelijk Beleid en Brussel en Vlaamse Rand. Op 6 februari 2002 werd hij in de plenaire vergadering van het Vlaams Parlement gehuldigd voor zijn 20 jaar parlementair mandaat. Tijdens zijn laatste mandaat als Vlaams Parlementslid, van 13 juni 2004 tot 6 juni 2009, maakte hij als secretaris opnieuw deel uit van het Bureau (dagelijks bestuur) van het Vlaams Parlement en was hij lid van de commissies Brussel en Vlaamse Rand en Binnenlandse Aangelegenheden, Bestuurszaken, Institutionele en Bestuurlijke Hervorming. Sinds 15 juli 2009 mag Vermeiren zich ereondervoorzitter van het Vlaams Parlement noemen. Die eretitel werd hem toegekend door het Bureau van deze assemblee.
Van 1989 tot 1993 was hij nationaal ondervoorzitter van zijn partij, de toenmalige PVV.

### Overige mandaten
In 1999 werd Vermeiren voorzitter van de raad van bestuur van de Gemeentelijke Holding, de holding waarvan alle Belgische gemeenten en provincies aandeelhouder zijn. Hij bleef deze functie uitoefenen tot aan de vereffening van de holding in oktober 2011. Hij was ook voorzitter van Publi-T, een dochterholding van de Gemeentelijke Holding en de grootste aandeelhouder van netbeheerder Elia, waarvan hij ondervoorzitter was. In 2014 liep zijn mandaat bij Elia af.
Hij was bestuurder van Ethias, de Dexia Holding (2004-2011), de drinkwatercommunales Farys en Vivaqua (tot 2016) en Asco Industries, een Zaventems bedrijf actief in de luchtvaartindustrie.